# 광주MBC 여성시대
광주MBC 여성시대 나선희, 류권형입니다는 광주MBC 표준FM(중파 819kHz, 표준FM 93.9MHz)에서 매일 오전 10시 5분부터 오전 11시까지 방송했던 광주·전남 중북부 지역의 라디오 프로그램이다. 2012년 10월 21일 자로 13년만에 폐지되었다.

## 진행
- 나선희, 류권형

## 역대 진행자
- 나선희, 문병국
- 나선희, 김귀빈
- 나선희, 윤진철
- 나선희, 이승철

## 같이 보기
- 광주문화방송
- MBC 표준FM
- 여성시대 양희은, 강석우입니다

| 광주MBC 표준FM 평일 프로그램  |                                       |                            |
| 이전                          | 광주MBC 여성시대 나선희, 류권형입니다 | 다음                       |
| 여성시대 양희은, 강석우입니다 | 광주MBC 여성시대 나선희, 류권형입니다 | MBC 뉴스와 경제            |
| 오전 9시 5분 ~ 오전 10시      | 오전 10시 5분 ~ 오전 11시             | 오전 11시 ~ 오전 11시 15분 |
|                               |                                       |                            |

| 광주MBC 표준FM 주말 프로그램  |                                       |                            |
| 이전                          | 광주MBC 여성시대 나선희, 류권형입니다 | 다음                       |
| 여성시대 양희은, 강석우입니다 | 광주MBC 여성시대 나선희, 류권형입니다 | MBC 11시 뉴스              |
| 오전 9시 5분 ~ 오전 10시      | 오전 10시 5분 ~ 오전 11시             | 오전 11시 ~ 오전 11시 10분 |
|                               |                                       |                            |